# (26677) 2001 EJ18
(26677) 2001 EJ18 – planetoida z grupy obiektów przecinających orbitę Marsa.

## Odkrycie
Została odkryta 15 marca 2001 roku w programie LINEAR w Socorro. Nazwa planetoidy jest oznaczeniem tymczasowym.

## Orbita
(26677) 2001 EJ18 okrąża Słońce w średniej odległości ok. 1,54 j.a. w czasie 1 roku i 332 dni. Jest zaliczana do grupy obiektów przecinających orbitę Marsa. Asteroida ta, jest obiektem koorbitalnym z Marsem.